# Felis silvestris cretensis
El gato cretense (Felis silvestris cretensis) es una especie de mamífero carnívoro de la familia de los félidos. Era considerado una subespecie del gato montés euroasiático (Felis silvestris). Habita la isla griega de Creta; aunque se creía extinto, en 1996 se capturó un espécimen en una expedición de la Universidad de Perugia. A pesar de todo, estudios de ADN de 2007 lo han incluido dentro de la subespecie europea del gato montés euroasiático (Felis silvestris silvestris).

## Orígenes
Está más relacionado con el gato salvaje africano (Felis silvestris lybica) que con el gato montés europeo (Felis silvestris silvestris). Los científicos barajan dos hipótesis sobre el origen del animal en la isla:
- El animal existía en Creta antes de la separación de la isla.
- Al animal lo llevaron a Creta domesticado los primeros habitantes de esta isla, pero más tarde se asilvestró.[2]